# Johann Baptist Emanuel Pohl
Johann Baptist Emanuel Pohl (22 de febrer de 1782, Kanitz, Bohèmia - 22 de maig de 1834, Viena) va ser un botànic, entomòleg, geòleg, i metge.

## Biografia
A la seva infància va passar molt temps amb el seu oncle, en Politz; que era amant de la botànica, i recomanava estudiar les plantes durant les seves excursions.
Va completar els seus estudis a l'escola pública de Politz, i va al Gymnasium a Praga, per passar a la Universitat, estudiant Filosofia. Fa la carrera mèdica i es gradua de Doctor en Medicina, l'any 1808. Però sempre va mantenir el seu interès en la botànica. Tant que comença a publicar el resultat del seu treball de camp en diversos llocs, creant un herbari, i és triat per la Regensburg Botanical Society.
Com a mèdic, Pohl ensenya a la Universitat, i serveix en un hospital militar a Náchod. Després, pren part en la fundació, a Praga, d'un nou hospital de caritat per a malalts i convalescents.
De 1811 a 1817, Pohl ensenya botànica en un jardí establert pel Conde Joseph M. von Canal (1745-1826). Aquest "Canalschen Garten" va ser centre d'estudis botànics i d'ensenyament, atraient legions de botànics d'Europa Central.
L'any 1817, Pohl ja era un reconegut botànic, i accepta una invitació per unir-se a una Comissió Científica Austríaca per viatjar a Sud-amèrica i explorar el 'Regne Brasiler'. Va existir una raó d'Estat, perquè hi havia un casament real entre Pere (futur Pere I), el fill major de João VI, Rei de Portugal, de Brasil i Algarve, i l'Arxiduquessa Leopoldina, filla de Francesc I d'Àustria, Emperador d'Àustria. Després entre els convidats a les noces a Brasil, participen la plèiade de científics. La visita científica al Brasil va ser idea del Canceller de l'Imperi Austríac, Príncep von Metternich-Winneburg, qui esperava resultats òptims de la investigació en flora, fauna, recursos, cultura, població, manufactures, etc. A més de Pohl, el contingent de botànics incloïa a Johann Christian Mikan (1769-1844), Karl Friedrich Philip von Martius (1794-1868), i a Giuseppe Raddi (1770-1829).
A l'estiu de 1817, Pohl i Raddi salpen en un vaixell de guerra des del port de Livorno, arribant a Rio de Janeiro el 7 de novembre. Raddi retorna a Europa al següent any, i Pohl, es queda quatre anys; visitant les províncies de Mines Gerais, Goias, Bahia, Rio de Janeiro, i trenta rius brasilers. Va col·leccionar més de 4.000 diferents espècies. I a més, Pohl va treballar en mineralogia i en zoologia. Va investigar mines d'or i de diamants.
Però a conseqüència d'aquests treballs, la seva salut va tenir seriosos problemes, obligant-lo a retornar a Viena en 1821.
Fins al seu decés l'any 1834, va ser destacat en la comunitat científica, sent taxònom curador en el Museu d'Història Natural de Viena, i el Museu Brasiler de Viena.
Ja abans del seu viatge al Brasil, Johann Pohl havia escrit nombrosos articles, apareguts en la "Regensburger botanische Zeitung", i en altres publicacions. L'any 1809, la 1a part de la seva "Tentamen florae bohemicae s'imprimeix, i l'any 1812 veu la publicació d'una petita obra, "Des Freiherrn von Hochberg botanischer Garten zu Hlubosch". Tots dos textos es publiquen a Praga, però les seves majors obres sobre Brasil es realitzen a Viena. El primer volum de "Reise im Innern von Brasilien" surt el 1832; i el 2º, després del seu decés, l'any 1837, Plantarum Brasiliae (ícones i descripcions, es publica en dos volums(1826-1828 i 1828-1833). Una de les edicions era en blanc i negre, però l'altra, conté dues-centes litografies acolorides a mà, de les il·lustracions de Wilhelm Sandler.

## Obra
- Adumbrationes plantarum juxta exemplaria naturalia. 1804
- Tentamen florae Bohemiae. 1809-1814
- Plantarum Brasilliae icones et descriptiones hactenus ineditae. 1826–1833
- Reise im Inneren von Brasilien. 1832–1837

## Font
- Gaspar, Lucía. Viajantes de tierras brasileñas - Documents existents a la Biblioteca Central Blanche Knopf. Fundació Joaquim Nabuco. Recife.
- Erickson, Robert. E. 2000. Johann Baptist Emanuel Pohl, 1782 - 1834. MBG, EUA.